# Ora bizantină

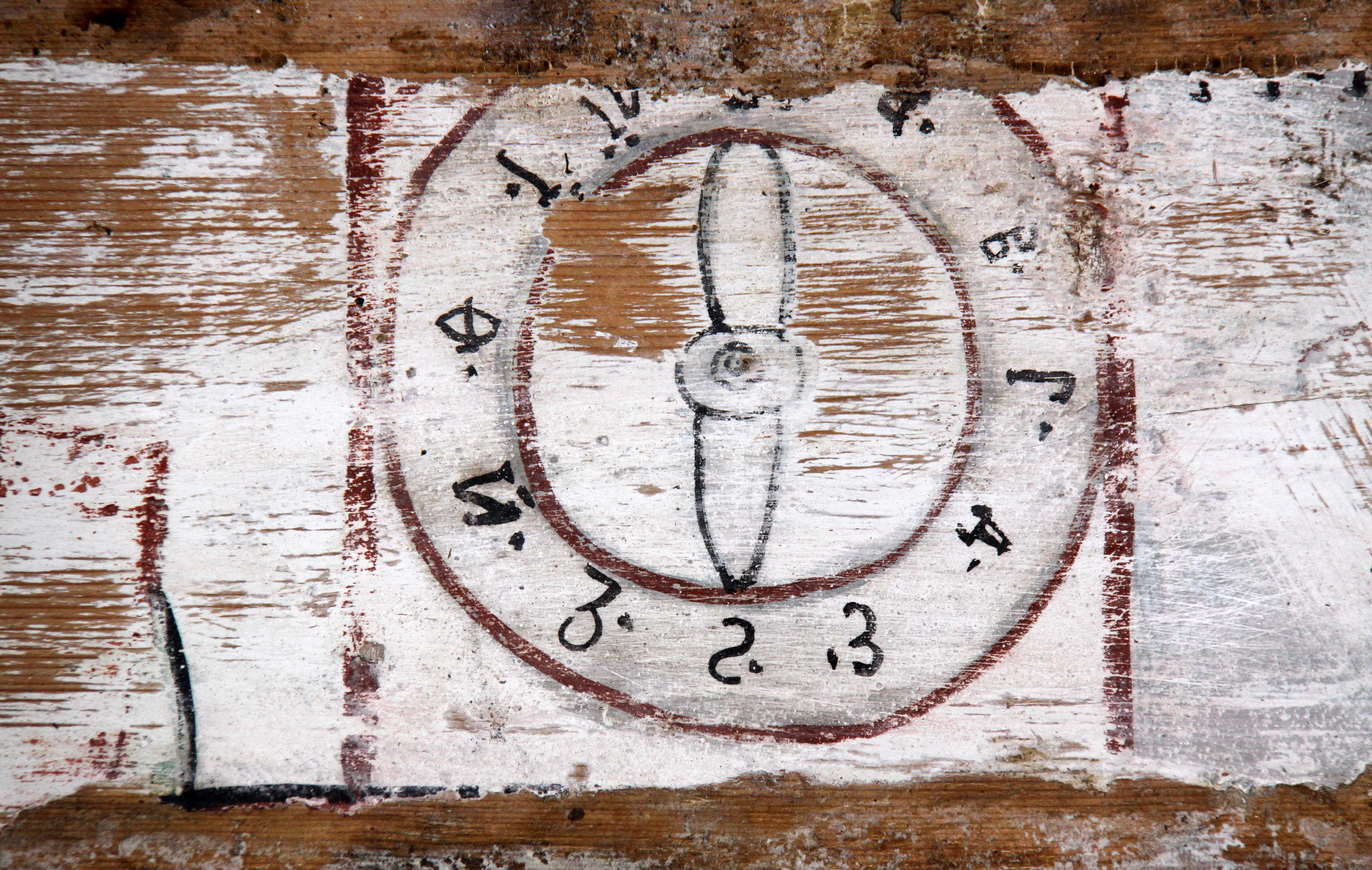
Petrindu Sălaj: biserica de lemn. Ceas cu cifre chirilice, fixat pe ora 6, ceasul morții lui Isus. Pictură de Dimitrie Ispas din Gilău, datată 1835

Ora bizantină sau ora athonită are o funcție liturgică și stabilește programul de viață al unei mănăstiri sau schit din Muntele Athos. 
Ora 24 este momentul în care soarele apune, indiferent de anotimp. Începând de la acest moment se numără orele nopții. Noaptea are 12 ore și ziua tot 12 ore. Vara, când este ziua mai lungă, ora 24 bizantină corespunde, cu aproximație, orei 20 civile, în timp ce iarna corespunde orei 17 civile.